# 顏秉璵
顏秉璵（1930年—），中華民國教育學家，曾任國立台灣師範大學教育系教授、國立台灣師範大學視聽教育館館長，新竹師範學院校長，1991年2月奉教育部令轉任國立暨南國際大學任第一屆籌備處主任。

## 專業榮譽
- 七十八年度中華民國教育學術團體聯合年會木鐸奬[3]。

## 外部連結
1. ↑  .   [2020-09-25].
2. ↑  .   [2020-09-25]. （原始内容存档于2020-01-30）.
3. ↑  .   [1990-01-01].